# I Wanna Riot
I Wanna Riot – jest to piosenka punkowego zespołu Rancid. Powstała w 1994, ukazała się na składance Punk-O-Rama Vol.1 w 1995 roku, choć oficjalnie została opublikowana dopiero w 2007 roku, na specjalnym krążku B Sides And C Sides
Powstała też nieco inna i dłuższa wersja, grana przez zespół ska Stubborn All-Stars na instrumentach dętych i z dodatkowym wokalem. Powstała w 1996 roku jako soundtrack do filmu Beavis and Butt-Head Do America.
Piosenka jest też coverowana przez zespół Capdown z Wielkiej Brytanii na płycie New Revolutionaries.